# ألبرشت فون بلومنتال
ألبرشت فون بلومنتال (بالألمانية: Albrecht von Blumenthal)‏ هو باحث في تاريخ العصور الكلاسيكية ألماني، ولد في 10 أغسطس 1889 في Mescherin ‏ في ألمانيا، وتوفي في 28 مارس 1945 في ماربورغ في ألمانيا بسبب إصابة بعيار ناري.